# Liste der Kreisstraßen im Landkreis Berchtesgadener Land

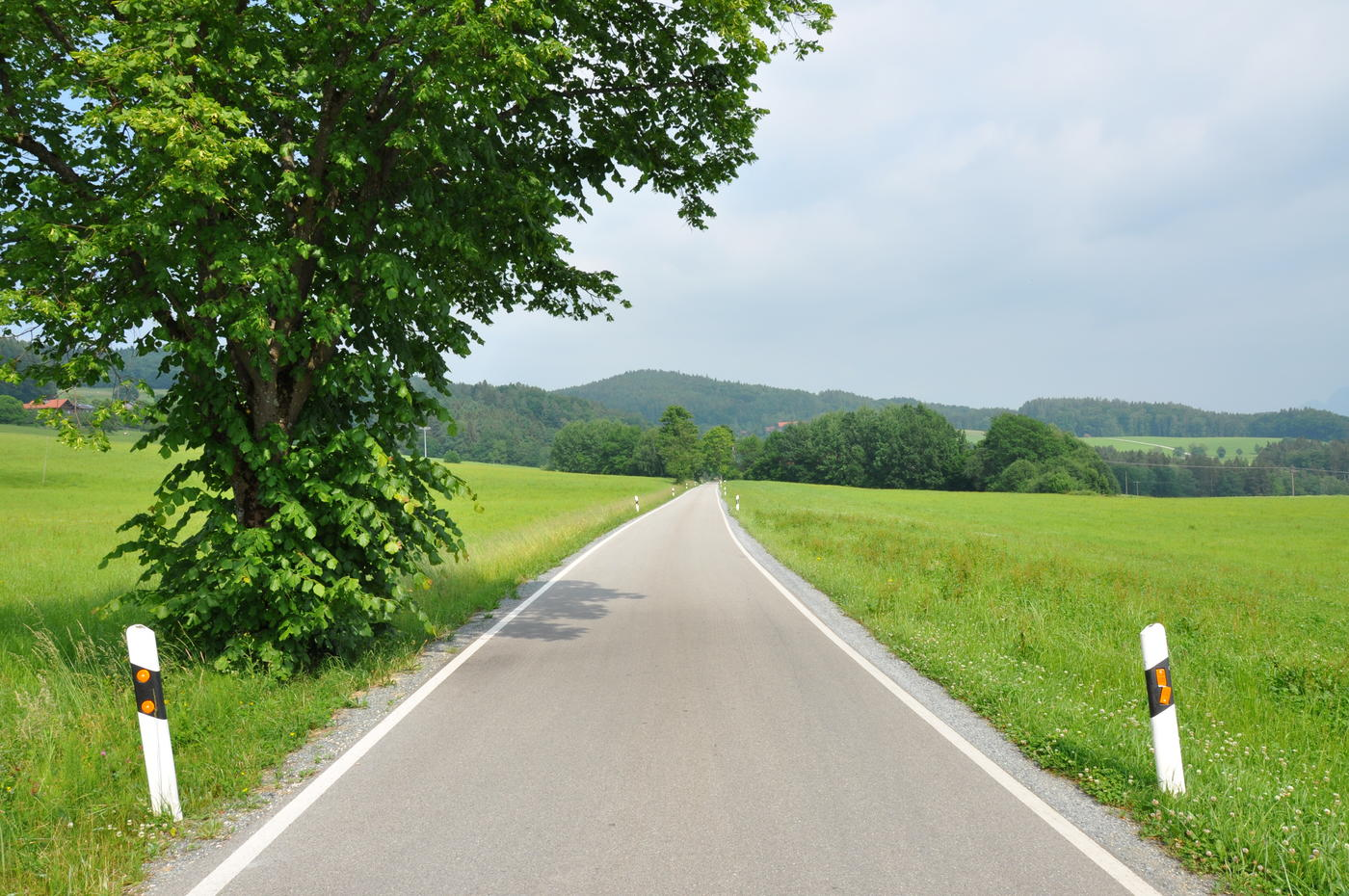
Kreisstraße BGL7 am Högl in Piding

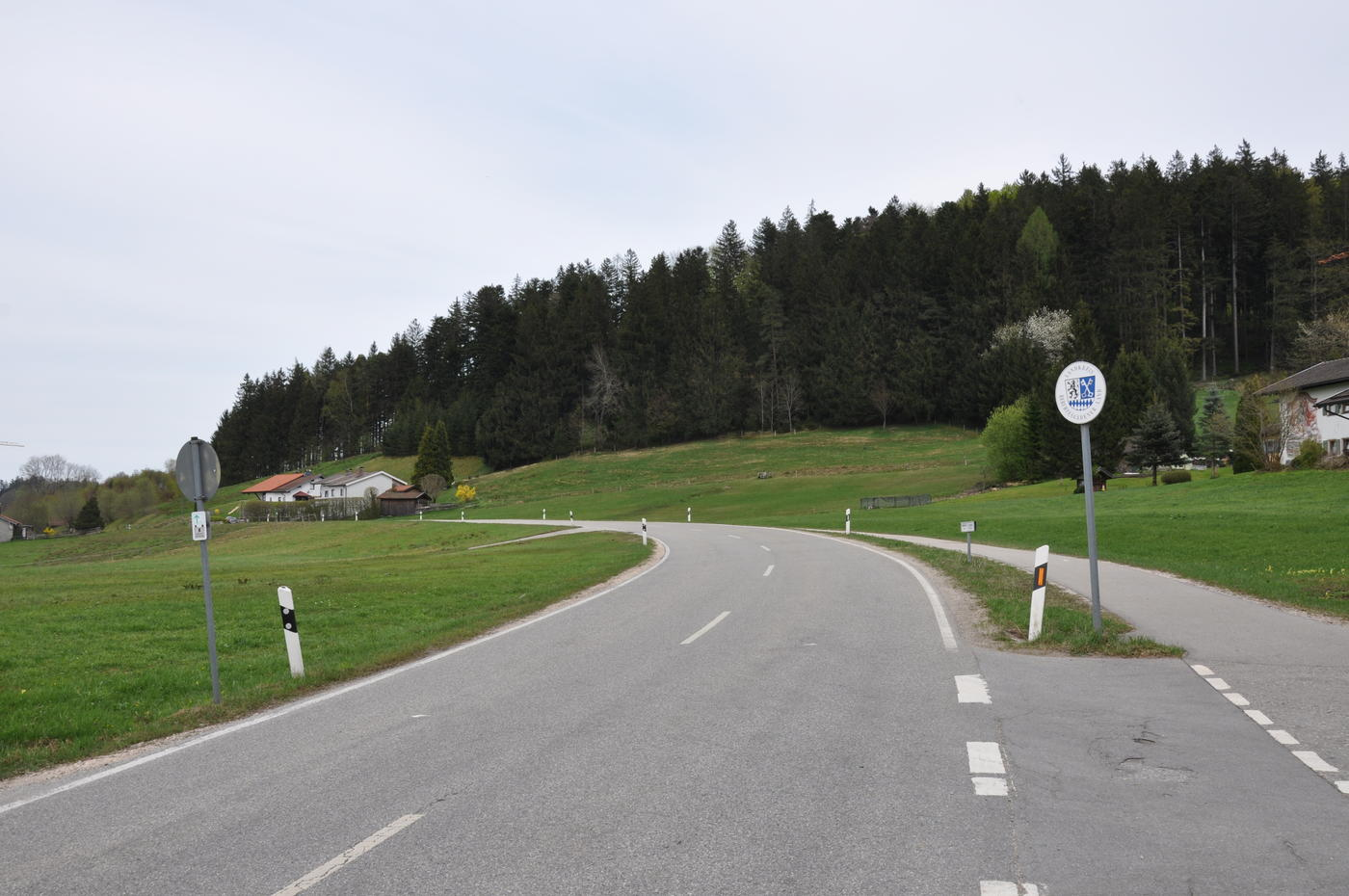
Kreisstraße BGL13 in Neukirchen am Teisenberg

Die Liste der Kreisstraßen im Landkreis Berchtesgadener Land ist eine Auflistung aller Kreisstraßen im bayerischen Landkreis Berchtesgadener Land.

## Abkürzungen
- BGL: Kreisstraße im Landkreis Berchtesgadener Land
- St: Staatsstraße in Bayern
- TS: Kreisstraße im Landkreis Traunstein

## Liste
Nicht vorhandene bzw. nicht nachgewiesene Kreisstraßen werden in Kursivdruck gekennzeichnet, ebenso Straßen und Straßenabschnitte, die unabhängig vom Grund (Herabstufung zu einer Gemeindestraße oder Höherstufung) keine Kreisstraßen mehr sind.
Der Straßenverlauf wird in der Regel von Nord nach Süd und von West nach Ost angegeben.
| Nr. BGL | Verlauf |
| ------- | --- |
| BGL 1   | / in Berchtesgaden – Mooslehen – Oberschönau – Schönau am Königssee – in Königssee |
| BGL 2   | in Niederheining – Großgerstetten – Kleingerstetten – Surheim – Neuhaberland – Untereichet – Freilassing –                                                                                           |
| BGL 3   | St 2103 in Laufen – Oberheining – Fisching – Abtsdorfer See – Abtsdorf – Berchtoiding – Saaldorf – St 2104                                                                                           |
| BGL 4   | in Weißbach – Leopoldstal (– Abzweig zur Staatsgrenze – ( im Land Salzburg, Österreich)) – in Bayerisch Gmain                                                                                        |
| BGL 5   | in Marktschellenberg – Unterstein – BGL 6 in Zillwirth |
| BGL 6   | in Reckensberg – Scheffau – Zillwirth – BGL 5 – Staatsgrenze – (256 im Land Salzburg, Österreich) |
| BGL 7   | St 2103 in Hadermarkt – Hainham – Hainbuch – Kleinhögl – in Piding |
| BGL 9   | (256 im Land Salzburg, Österreich) – Staatsgrenze – Wildmoos – Jägerlehen – Oberau – |
| BGL 10  | – Roßdorf – Wannersdorf – Vachenlueg – Ottmaning – Höglau – Hinterau – Thundorf – Bach – Doppeln – Moos – Ainring – BGL 18                                                                           |
| BGL 12  | (TS 27 im Landkreis Traunstein) – Landkreisgrenze – Rückstetten – Oberstetten – Unterstetten – BGL 16 – Teisendorf –                                                                                 |
| BGL 13  | (TS 5 im Landkreis Traunstein) – Landkreisgrenze – in Neukirchen am Teisenberg |
| BGL 14  | – Taubensee – Bindenkreuz – Antenbichl – Hintersee (See) – St 2099 in Hintersee (Ort) |
| BGL 15  | (TS 32 im Landkreis Traunstein) – Landkreisgrenze – St 2103 |
| BGL 16  | (TS 30 im Landkreis Traunstein) – Landkreisgrenze – Holzhausen bei Teisendorf – BGL 12 |
| BGL 17  | – Schwarzeck – Loipl – in Bischofswiesen |
| BGL 18  | in Heidenpoint – Ainring – BGL 10 – in Feldkirchen |
| BGL 19  | in Obersalzberg – Bergstation der Obersalzbergbahn – Christophorusschule Berchtesgaden – Parkplatz am Königsweg zur Jennerbahn Mittelstation, zur Königsbachalm und zur Priesbergalm – (Hinterbrand) |